# Grave Digger
Grave Digger est un groupe de power metal allemand, originaire de Gladbeck.

## Biographie

### Années 1980
Grave Digger est formé en novembre 1980 à Gladbeck. Bien qu'il puisse sans conteste être classé parmi les plus grands de la scène heavy metal, son succès commercial n'en a jamais témoigné. Après quelques apparitions peu marquantes dans divers festivals, le groupe, alors composé de Chris Boltendahl, Peter Masson, Willi Lackmann et Albert Eckardt, enregistre une chanson pour une compilation nommée Roch For Hell, en 1983. Un an plus tard, le groupe publie son premier album studio, Heavy Metal Breakdown. Ils travaillent ensuite sur leur second album, Witch Hunter, en 1985. Quand cet album fut prêt, Lackmann quitta le groupe et fut remplacé par C. F. Brank.
Le groupe revient au-devant de la scène lors de quelques festivals, durant lesquels il assure même les premières parties d'Helloween et de Celtic Frost. Ces tournées se soldèrent par la sortie de leur troisième album studio, War Games, en janvier 1986. Cet album est critiqué à sa sortie par les fans de la première heure, qui accusent le groupe de dérive commerciale. Peu après la sortie de l'album, Peter Masson cède sa place à Uwe Lulis. En 1987, Chris et ses compères décident de renommer le groupe. Ainsi, il s'appelle simplement Digger. Sous ce nouveau nom sort l'album Stronger than Ever. Cet album, de par son agressivité, aurait pu rappeler un peu les albums des débuts du groupe Grave Digger. En réalité, du fait de la production, le son épuré de cet album était un peu dans la veine de groupes de hard rock puissant mais mélodique tels que Europe ou Van Halen (dans leur période la plus mélodique et commerciale). Malgré la bonne qualité, Stronger than Ever est un échec commercial. La résultante en est le clash du groupe, qui conduit à la séparation de ses membres, comme le déclara Chris à la fin de l'année 1987.

### Années 1990
Le groupe se reforme partiellement en 1991. Chris Boltendahl et Uwe Lulis soutenus par 2 nouveaux venus, Tomi Göttlich et Jörg Michael (qui fut également le batteur de Rage, de Stratovarius, et de Running Wild) sortirent alors leur quatrième album : The Reaper. Cet album déçoit un grand nombre de fans. Il était le véritable retour aux sources qu'ils avaient espéré. La même année sort l'album Best of the Eighties, un best-of regroupant leurs meilleurs titres. L'album Symphony of Death suit immédiatement The Reaper en 1994. Les titres qui le composent sont issus des chutes de l'album précédent. Dans la foulée, le groupe enchaîne par une tournée mémorable en Allemagne, avec Frank Ullrich, une nouvelle recrue au post de batteur, tournée durant laquelle ils assurèrent même la première partie de Manowar. En 1995, Heart of Darkness voit le jour. Il s'agit d'un album très sombre, s'octroyant même quelques influences des premiers travaux d'Annihilator.
En 1996, Stefan Arnold devient le nouveau batteur de Grave Digger. Cette année marque également la réalisation de leur premier concept-album épique, Tunes of War, qui traite non sans une certaine allégresse de l'histoire de l'Écosse, dans laquelle William Walace est le héros légendaire. Cet album est en réalité la première partie d'une trilogie médiévale achevée en 2000 par Excalibur. Le second album, sorti en 1998, n'est autre que Knights of the Cross (Jens Becker est entre-temps nommé bassiste du groupe). Toujours puissant mais moins épique cependant, ce deuxième opus se donne pour concept la  Première Croisade ayant éclaté en 1095. L'Inquisition et les Templiers sont au cœur de cet album. Excalibur achève ainsi cette trilogie médiévale en toute beauté, en explorant en profondeur la légende du Roi Arthur. Une tournée mondiale se profile à l'horizon. Hans-Peter Katzenburg, qui devient le claviériste du groupe durant cette tournée sera proclamé digne de garder son poste par la suite.

### Années 2000

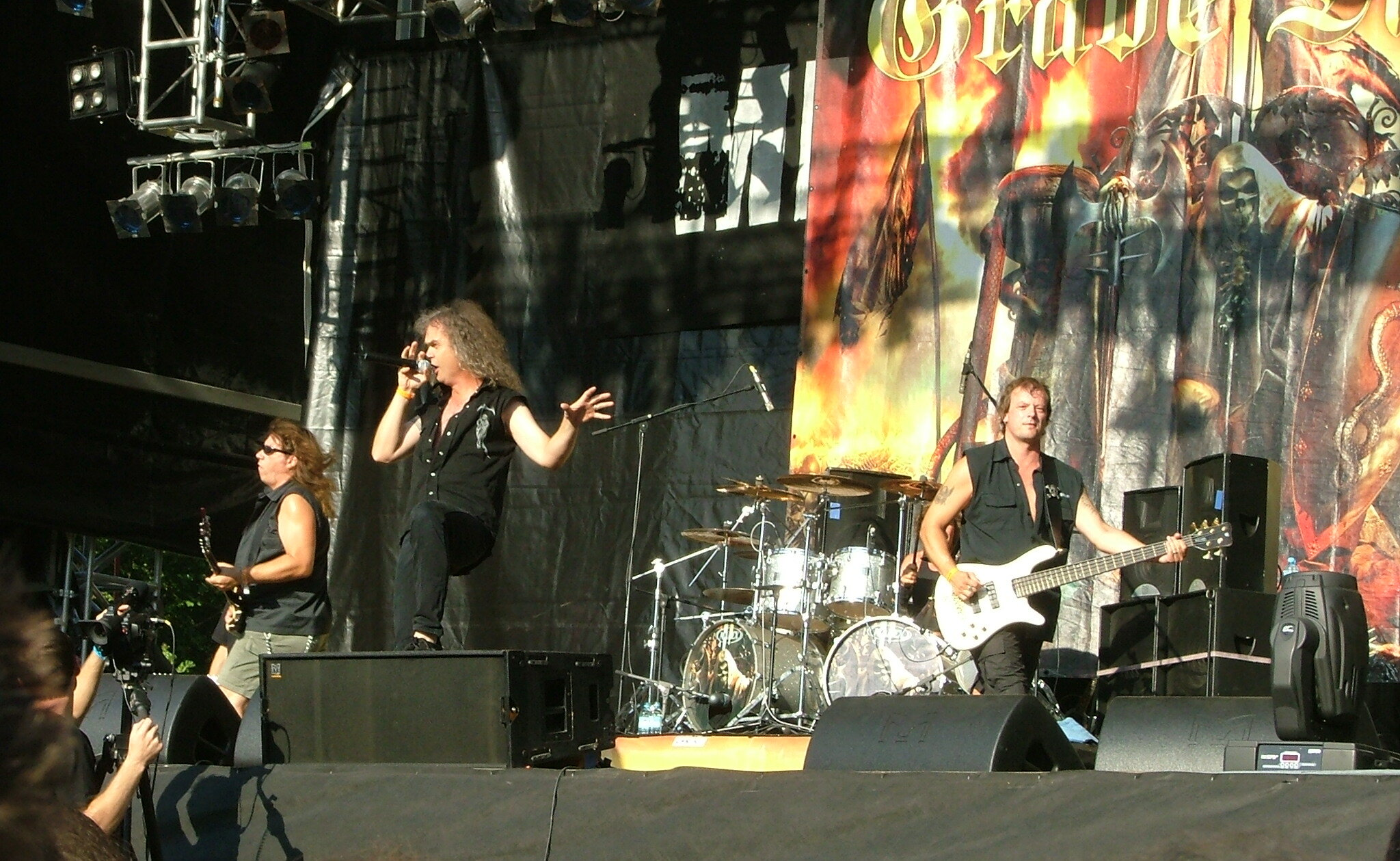
Grave Digger au Metalcamp, en 2007.

En 2000, le groupe fête son vingtième anniversaire avec un grand concert à Bochum, mais cet événement est également marquant lorsque le guitariste Uwe Lulis quitte le groupe pour former son propre groupe rebellion avec l'ancien bassiste de Grave Digger, Tomi Göttlich. Uwe Lulis est remplacé par Manni Schmidt qui joue avant dans le groupe Rage. En 2001, le groupe signe avec le label Nuclear Blast Records. En 2002, un premier album/DVD live enregistré durant le passage du groupe dans ce qui est considéré comme le plus grand festival de heavy metal d'Europe, le Wacken Open Air, se dévoile au grand jour, Tunes of Wacken - Live. Un an plus tard, Rheingold sort dans les bacs, et comble la plupart des fans. Après le Rheingold-Tour, le groupe enregistre un nouvel album, The Last Supper, qui, bien que le groupe s'en défende encore, s'apparente de très près à un autre album concept. Bien que seuls trois titres parlent ouvertement des derniers jours du Christ, l'ensemble des chansons s'entiche avidement d'une certaine opposition entre le bien et le mal, mêlant passion et désarroi au travers d'un son brute de décoffrage, pouvant parfois être attribué à du thrash metal.
Le mois d'octobre 2005 voit la réalisation d'un nouveau DVD live enregistré durant le Last Supper-Tour au concert de Sao Paulo. Le titre de ce live, 25 to Live, célèbre le 25e anniversaire du groupe. Après Liberty or Death sorti en 2007, alors que les réactions des fans semblaient mitigées, certains reprochant au groupe son manque d'innovation, leur dernier album, Ballads of a Hangman, sorti en 2009, les réconcilie et en conquiert même de nouveaux. En 2009, le groupe se sépare de ses deux guitaristes Thilo Herrmann et Manni Schmidt qui sont remplacés par Axel Ritt, un vieil ami du chanteur Chris Boltendahl.

### Années 2010

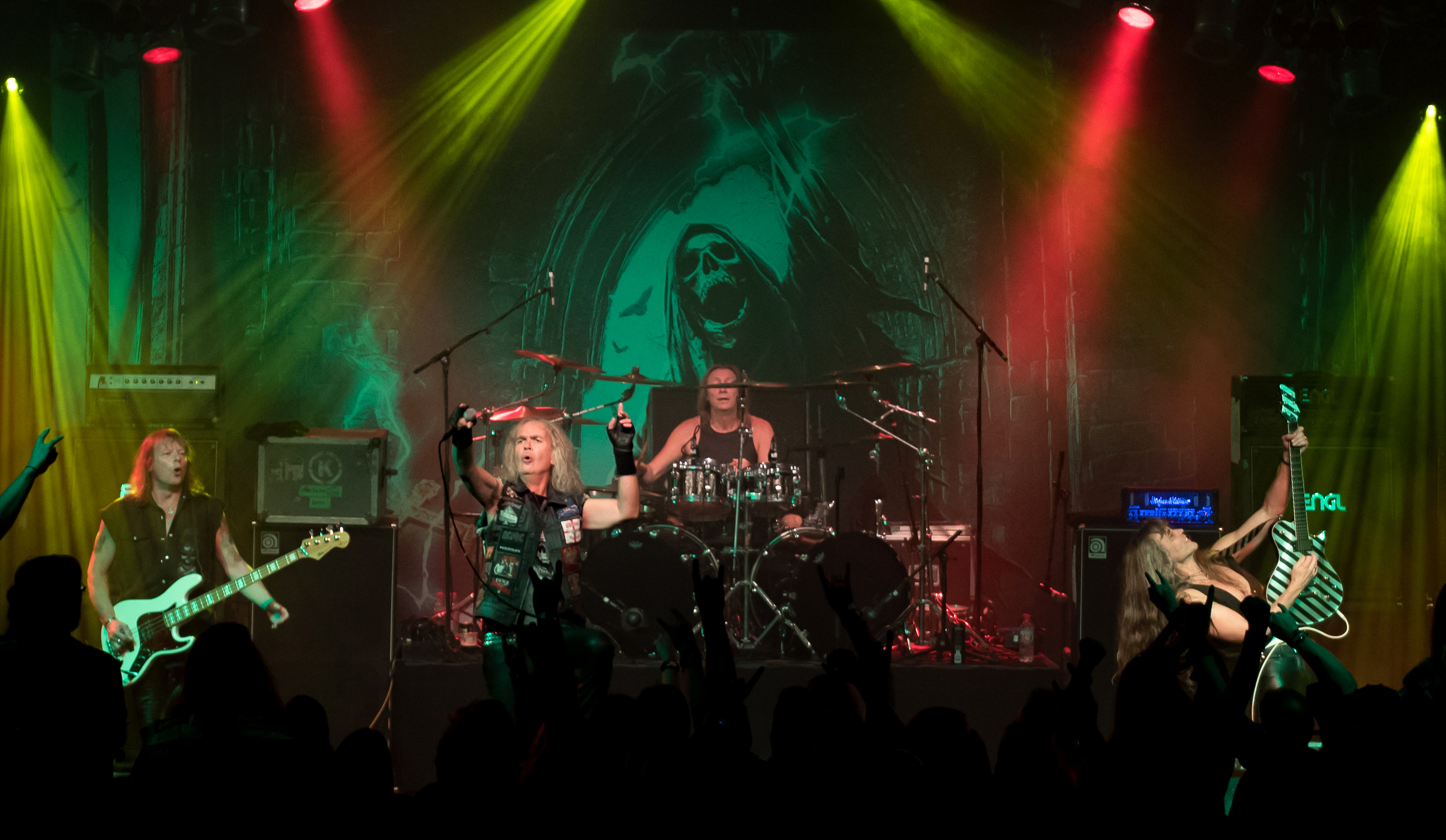
Grave Diggger en 2017.

Entre mai et juin 2010, le groupe termine son nouvel album The Clans Will Rise Again, publié en Europe le 1er octobre 2010 sur Napalm Records. Le 11 septembre 2010, une vidéo de Grave Digger intitulée Highland Farewell est publiée. Le groupe participe au Wacken Open Air 2011.
Le 27 juin 2012, le groupe publie l'EP Home at Last accompagné de son nouvel album Clash of the Gods le 31 août la même année, chez Napalm Records. Le 20 mars 2014, le groupe publie la couverture de son nouvel album, Return of the Reaper, qui sera publié le 11 juillet chez Napalm Records. En novembre 2014, le claviériste Hans Peter Katzenburg quitte le groupe pour se consacrer à ses projets parallèles. Il est remplacé par Marcus Kniep. En juin 2016, le groupe entre en studio pour un nouvel album.

## Membres

### Membres actuels
- Chris Boltendahl – chant (depuis 1980); guitare basse (1980-1983)
- Axel Ritt - guitare (depuis 2010), live (2009)
- Jens Becker – guitare basse (depuis 1997)
- Marcus Kniep – clavier (depuis 2014) batterie (depuis 2018)

### Anciens membres
- Stefan Arnold – batterie (1996-2018)
- Peter Masson – guitare (1980–1986)
- Lutz Schmelzer – batterie (1980)
- Philip Seibel – batterie (1981–1983, décédé en 2002)
- Martin Gerlitzki – basse (1983)
- Willi Lackman – basse (1983–1984; décédé en 2013)
- Albert Eckardt – batterie (1983–1987)
- René « T-Bone » Teichgräber – basse (1984)
- C.F. Frank – basse (1985–1987)
- Uwe Lulis – guitare (1986–2000)
- Tomi Göttlich – basse (1991–1997)
- Peter Breitenbach – batterie (1991–1993)
- Jörg Michael – batterie (1993–1994)
- Frank Ulrich – batterie (1994–1995)
- Hans Peter « H.P. » Katzenburg – clavier (1996–2014)
- Manni Schmidt – guitare (2000–2009)
- Thilo Hermann – guitare (2007–2009)

## Discographie

### Albums studio
- 1984 : Heavy Metal Breakdown
- 1985 : Witch Hunter
- 1986 : War Games
- 1993 : The Reaper
- 1994 : Symphony of Death
- 1995 : Heart of Darkness
- 1996 : Tunes of War
- 1998 : ''Knights of the Cross''
- 2000 : Excalibur
- 2001 : The Grave Digger
- 2003 : Rheingold
- 2004 : The Last Supper
- 2007 : Liberty or Death
- 2009 : Ballads of a Hangman
- 2010 : The Clans Will Rise Again
- 2012 : Clash of the Gods
- 2014 : Return of the Reaper
- 2015 : Exhumation - The Early Years
- 2017 : Healed by Metal
- 2018 : The Living Dead
- 2020 : Fields of Blood
- 2025 Bone collector

### Albums live
- 2002 : Tunes of Wacken - Live
- 2005 : 25 to Live
- 2011 : The Clans Are Still Marching

### EP et singles
- 1992 : For Promotion Only
- 1997 : The Dark of the Sun
- 2006 : Yesterday
- 2008 : Pray